# Ostpommersch
Das Ost- oder Hinterpommersche (Eigenbezeichnung Oostpommersch, Hinnerpommersch, seltener Achterpommersch) ist eine ostniederdeutsche Dialektgruppe, die in Hinterpommern gesprochen wurde. Der Geltungsbereich dieser Dialekte umfasste den größten Teil der ehemaligen preußischen Provinz Pommern östlich der Oder (Hinterpommern) in den Grenzen von 1938. Nur der Südwesten Hinterpommerns gehörte dialektgeographisch zum Mittelpommerschen. Die Grenze zwischen den mittelpommerschen und ostpommerschen Mundarten wurde dabei durch den östlichen Schenkel des so genannten „mittelpommerschen Keils“ gebildet, der vom südöstlichen Rand des Stettiner Haffs in einer geschwungenen Linie über Gollnow und Stargard zur ehemaligen pommerschen Grenze verlief (vgl. zur kulturellen Dreiteilung Pommerns hier). Hinterpommersch hatte eine Grenze zum Niederpreußischen gemäß den Ē- und Ō-Vokalen, die vom Zarnowitzer See über Karthaus, westlich von Schöneck in Westpreußen, nach Preußisch Stargard, nach Bromberg und südlich der Weichsel östlich von Thorn verlief.
Nach dem Zweiten Weltkrieg sind diese Dialekte in ihrem ursprünglichen Verbreitungsgebiet weitgehend ausgestorben, leben jedoch in Auslandsvarietäten, v. a. in Brasilien im Pomerano fort, das durch intensiven Sprachkontakt mit dem Portugiesischen geprägt ist, sowie in den USA im Wisconsin Platt (Wisconsin Pomeranian).

## Bestimmung und Gliederung

### Forschungsgeschichte
Bereits in den 30er Jahren des 19. Jahrhunderts stellte der Stettiner Gymnasiallehrer Wilhelm Böhmer den Entwurf einer lautgeographisch begründeten Gliederung Pommerns in zwei Hauptmundarten vor, denen er die Attribute „rund“ und „breit“ zuwies (BÖHMER 1833:151). Basis dieser Einschätzung waren Einsendungen von Sprachproben auf einen von Böhmer initiierten Aufruf der Gesellschaft für Pommersche Geschichte und Altertumskunde. Die Vorstellung von der dialektalen Zweiteilung Pommerns blieb lange Zeit bestehen. Zu Beginn des 20. Jahrhunderts war es zunächst der Gymnasialdirektor Robert Holsten, der sich den Sprachgrenzen im pommerschen Plattdeutsch zuwandte, sein Hauptaugenmerk dabei aber auf die Wortgeographie richtete. Seine unmittelbar vor dem Ersten Weltkrieg veröffentlichten Aufsätze, die von den Ergebnissen einer an Pastoren in ganz Pommern gerichteten Fragebogenerhebung berichten, sind Beispiele für wortgeographische Pionierarbeiten innerhalb der deutschen Dialektologie. Aus dem gesammelten Material entwickelte Holsten die These von der sprachlichen Dreiteilung Pommerns in Vor-, Mittel- und Ostpommern. Die frühen Daten erneut aufgreifend, ergänzend und verfeinernd, stellte er über ein Jahrzehnt später seine Forschungsresultate in einer Monographie vor und verdeutlichte dabei den Zusammenhang zwischen sprachlicher Raumgliederung, Siedlungsgeschichte und kulturräumlichen Ausprägungen.
Forschungen in den 1920er- und 1930er-Jahren haben wiederum wichtige Erkenntnisse besonders zur Lautgeographie geliefert. Einige Arbeiten aus dieser Zeit sind dabei als Vorarbeiten für das großlandschaftliche Wörterbuch Pommerns konzipiert worden. Die erste dialektgeographische Kombinationskarte für ganz Pommern wurde schon Mitte der 30er Jahre von Kurt Mischke vorgelegt. Die Habilitationsschrift von Matthias Vollmer ist: Das pommersche Wörterbuch von Georg Gotthilf Jacob Homann (1774–1851). Eine Sammlung pommerisch-deutscher Wörter und Redensarten. Berlin [u. a.] 2018.

### Siedlungsgeschichte

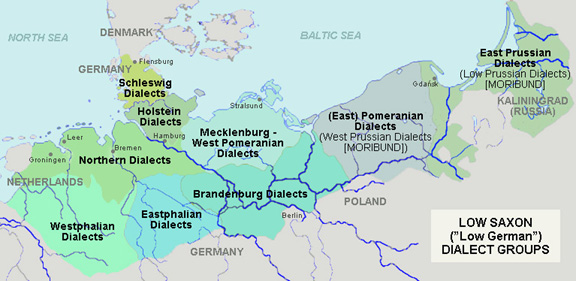
Historische Verbreitungsgebiete der niederdeutschen Dialektgruppen (bis 1945) - Ortsnamen und Grenzen entsprechen den heutigen Gegebenheiten (auf Englisch)

Während man früher die besondere Bedeutung des Klerus im Rahmen der mittelalterlichen deutschen Besiedlung Pommerns hervorgehoben hat, zeichnet die jüngere historische Forschung ein modifiziertes Bild. Vor allem säkulare Kräfte haben demnach den Landesausbau vorangetrieben. In Hinterpommern setzte die (nieder)deutsche bäuerliche Siedlungsbewegung im 13. Jahrhundert ein, schon früher hatte es jedoch einen Zuzug fast ausschließlich deutscher Kleriker gegeben, die in den neugegründeten Klöstern und Stiften wirkten. Es gibt zwei Hauptstoßrichtungen der Siedlungsbewegung: In erster Linie haben niedersächsische und westfälische Siedler das hinterpommersche Küstenland bis Stolp besiedelt, während der hinterpommersche Höhenrücken größtenteils märkisch geprägt ist. Die nordöstlichen Bereiche um Stolp und Lauenburg wurden dagegen durch den deutschen Ritterorden von Osten her besiedelt, wobei diese Siedlungsbewegung erst im 14. Jahrhundert begann. Von dieser frühen mittelalterlichen Besiedlung ist eine zweite Besiedlungswelle zu unterscheiden, die in der Frühen Neuzeit zumeist von der Küstenregion aus den Südosten Hinterpommerns erfasste. Zahlenmäßig von Belang ist schließlich noch die staatlich geförderte bäuerliche Besiedlung Hinterpommerns im 18. Jahrhundert.
Außerhalb Pommerns hat sich das Ostpommersche durch Emigration in der Neuzeit weiter verbreitet, seit der ersten Hälfte des 19. Jh. nach Nordamerika, seit 1850 auch nach Brasilien. In Brasilien lebt das Ostpommersche im Pomerano fort, in den USA beispielsweise im Wisconsin Platt (Wisconsin Pomeranian).

### Binnengliederung des Ostpommerschen
Für die dialektale Binnendifferenzierung des Ostpommerschen sind v. a. folgende lautgeographische Differenzen relevant:
- Aussprache von mittelniederdeutsch langem ê und ô (insbesondere ê4 und ô1) als langes e und o (leef „lieb“ und Foot „Fuß“; Monophthong) oder als ei und au (leif „lieb“ und Faut „Fuß“; Diphthong)
- Aussprache von mnd. langem î und û als Monophthong (Tiet „Zeit“, Huus „Haus“) oder Diphthong (Tɛit „Zeit“, Hɛus „Haus“)
- Aussprache von mnd. langem â als Monophthong (Awend „Abend“) oder Diphthong (Auwend „Abend“)
- Aussprache von mnd. sk als sch (wasche „waschen“) oder sk (waske)
- Aussprache von mnd. langem ö und ü als langes ö und ü (Böm „Bäume“, Büdel „Beutel“) oder als langes e und i (Beem „Bäume“, Biedel „Beutel“; Entrundung)
- Infinitivendung auf -a (sitta „sitzen“) oder -e bzw. -en (sitte, sitten „sitzen“)

Nach diesen Kriterien lassen sich folgende Hauptgebiete ansetzen:
1. Die zentralpommerschen Dialekte sind u. a. durch Diphthongierung von mnd. ê4 (Deif „Dieb“, leif „lieb“) und ô1 (Faut „Fuß“, Haut „Hut“) gekennzeichnet. Sie nehmen die größte Fläche ein und werden nach Osten durch einen breiten Grenzsaum zwischen Wipper und Stolpe vom nordostpommerschen Entrundungsgebiet getrennt. Teile davon werden von kurz vor Swinemünde (Usedom-Wollin) über Cammin und Greifenberg bis kurz vor Treptow an der Rega als Unterteilung des Ostpommerschen zusammengefasst (westliches Küstenpommersch). Es gab eine weitere am Meer bei Kolberg beginnende Unterteilung, einschließlich Köslin u. Belgard an der Persante (mittleres Küstenpommersch, Hinterpommersch des Persantegebietes). Weiter im Landesinneren können Naugard, Regenwalde, Schivelbein, Neustettin zum Zentralpommerschen gerechnet werden.
2. Die südpommerschen Dialekte (bes. in den früheren Kreisen Saatzig und Dramburg) heben sich durch die Infinitivendung auf -a von den übrigen ostpommerschen Mundarten ab (drinka „trinken“, sitta „sitzen“). Zudem bewahren sie mnd. ô1 als Monophthong (Fôt „Fuß“).
3. Die südostpommerschen Dialekte in der Region um Bublitz (Bublitzisch, nördlich von Neustettin) zeigen eine eigenständige Entwicklung, die sich z. B. durch die Diphthongierung der mittelnd. Langvokale î und û ergibt (Tɛit „Zeit“ und Hɛus „Haus“), wobei der jeweils erste Bestandteil des Zwielauts ein sehr offener e-Laut ist ([ɛ]).
4. Die ehemaligen Mundarten des Belbucker Abteigebiets mit dem Schwerpunkt im Kreis Greifenberg zeichnen sich u. a. durch den Erhalt alter sk-Verbindungen (waske „waschen“, Wiske „Wiesen“, Disker „Tischler“) und durch Diphthongierung von mnd. â (Auwe(n)d „Abend“) aus. Mit den Formen um Dramburg bildet es eine Unterteilung des Ostpommerschen.
5. Die nordostpommerschen Dialekte um Schlawe, Stolp, Rummelsburg, Bütow, Leba und Lauenburg (auch östliches Küstenpommersch, Osthinterpommersch genannt) sind durch Vokalentrundung gekennzeichnet. Beispiele sind Biedel (statt Büdel) „Beutel“, Lies’ (statt Lüs’) „Läuse“, keepe (statt köpen) „kaufen“, Beem (statt Böm) „Bäume“.
6. Das in Brasilien gesprochene Pomerano weist überwiegend zentralpommersche Merkmale auf: Diphthongierung von mnd. ê4 und ô1 (laiw „lieb“, faut „Fuß“), Bewahrung der Vokalrundung (köipa „kaufen“), Ausbleiben der Diphthongierung von mnd. î (wijd „weit“) und mnd. û (luur „laut“) und Assimilation von -sk- (wascha „waschen“). Der Infinitiv wird abhängig vom grammatikalischen Kontext als -en (insprütsen „einspritzen“) realisiert oder als -a (bestela „bestellen“), was zum Südpommerschen stimmt.[10]
7. Das in den USA gesprochene Wisconsin Platt verwendet einen Infinitiv auf -e (goahe „gehen“, hevve „haben“, finge „fangen“), weist Diphthongierung von mnd. ô auf (gaut „gut“, auch im Umlaut scheune „schöne“) und bewahrt langes i (miine „meine“) sowie langes ö (högen „Heu machen“), -sk- wird assimiliert (fischen „fischen“),[11] weist aber teilweise ausgeprägte Entrundungen auf (sess „sechs“; grään „grün“, äve „über“, här „hör!“).[12] Dies kommt dem Nordostpommerschen, eventuell auch dem Zentralpommerschen nahe. Örtlich vorherrschende Monophthongierung (twee „zwei“, Knee „Knie“, Eeke „Eiche“; Koh „Kuh“, Stool „Stuhl“)[13] können auf Einfluss aus dem Mittelpommerschen hindeuten.

Wie ersichtlich, schließt die hier beschriebene Gliederung Überschneidungen nicht aus. Fließende Übergänge sowie Einordnung desselben Ortes in verschiedene Unterdialektgebiete kommen vor (je nachdem, welche Isoglossen Anwendung finden).
Der historische Dialekt der östlichen Neumark stand dem Südpommerschen nahe, und hierfür, sowie für die Mundarten der Kreise Dramburg und Schivelbein schlug Seelmann (1913) die Bezeichnung „Ostmärkisch“ vor. Der Begriff scheint sich allerdings nicht durchgesetzt zu haben, da diese Dialekte die sprachlichen Merkmale des Märkischen nicht teilen (niederfränkisches Substrat, Palatalisierung von a vor Dental in mmk. ängere, nmk. änner „andere“, mmk.nmk. det „das“). Hingegen zeigen sie Innovationen, die dem Märkischen fehlen (intervokalisches d wird j, daher roje Blom „rote Blume“) und entsprechen in spezifischen Merkmalen ostpommerschen Varietäten weitgehend (Infinitivendung -a, mnd. ô1 als Monophthong; Diphthongierung von mnd. â zu au z. B. in Vaute „Vater“ wie im Belbucker Abteigebiet).
Nach den E- und O-Lauten wurde das Ostpommersche in einen nördlichen und einen südlichen Teil gegliedert. 
Es gab u. a. eine Unterteilung um Stargard und Arnswalde, eine in der östlichen Neumark und bis etwa Tempelburg, östlich von Deutsch Krone und westlich Schneidemühl bis Driesen/Netze sowie eine andere, die u. a. in Pommerellen, dem posenschen Netzegebiet und Teilen des Kulmerlandes bis nördlich Czersk, südlich Preußisch Stargard, bis zum Kalembasee, westlich Świecie (Schwetz), Bromberg, östlich Thorn und bis Wąbrzeźno (Briesen), Radzyń Chełmiński (Rehden) und Łasin (Lessen) gesprochen wurde. In Westpreußen war, darunter in polnischen und kaschubischen Dialekten, eine Verschiebung von k nach tx. Dies umfasste die Kaschubei sowie die Tucheler und Flatower Gegend.
In den Sprachen war im Allgemeinen die Netze die Südgrenze.
Im westpreußischen Kulmerland wurde das Ostpommersche bis Wąbrzeźno, Radzyń Chełmiński und Łasin gesprochen.
Es fiel teilweise mit einem Übergangsgebiet zwischen Ostpommern und dem Niederpreußischen zusammen. Die Westgrenze dieser ostpommersch-niederpreußischen Mischgebiete wurde durch die Westgrenze der im Niederpreußischen vorhandenen Umlautentrundung gebildet.
Das Übergangsgebiet endete etwa bei Chojnice (Konitz), andere Orte in diesem Gebiet waren Bytów (Bütow), Lębork (Lauenburg), Bydgoszcz (Bromberg) und Toruń (Thorn). Danzig und Grudziądz (Graudenz) gehörten jedoch nicht dazu.
Innerhalb des Niederdeutschen in Westpreußen gab es ein großes Bündel von Isoglossen etwa auf der Linie Brodnica-Gardeja-Nowe und weiter zwischen Kościerzyna und Chojnice. Die Grenze der Differenzierung zwischen Nominativ/Akkusativ und Dativ bei den starken männlichen und neutralen Pluralen verlief vom Gardno (Garder See) über Kościerzyna (Berent) und Kartuzy (Karthaus) über Skarszewy (Schöneck) bis nach Świecie (Schwetz).
Die östliche Grenze des Dialektgebiets mit Gerundien fiel im Wesentlichen mit der westlichen Grenze der Realisierung des mittelniederdeutschen i und u als e bzw. o zusammen. Die Grenze der Realisierung von mittelniederdeutschem i und u als e bzw. o außer vor niederdeutschem nt, ng nk und g z. B. op verlief vom Łebsko (Lebasee), westlich von Lębork (Lauenburg)-Bytów (Bütow)-Kruschinsee-westlich von Starogard Gdański (Preußisch Stargard)-südlich und westlich der Weichsel. Es gab eine Gutturalisierung von -nd- zum stimmhaften velaren Nasal östlich folgender Grenze: Wicko (See) - östlich von Sławno - östlich von Polanów - nördlich, östlich und südlich von Miastko - Biały Bór - nördlich und östlich von Czarne - Człuchów - westlich und südlich von Debrzno - Kamień Krajeński - nördlich und östlich von Sępólno Krajeńskie - nördlich von Czersk - westlich von Nowe.

## Hörbeispiele Wenkersätze
Hier ein paar Beispiele aus den vertonten Wenkersätzen mit Herkunftsangabe des/der Sprechenden sowie Zuordnung des näheren Dialektgebiets:
| Greifenberg (Gryfice)                                                                                | West-Küstenpommersch/Zentralpommersch              |
| Kolberg (Kołobrzeg)                                                                                  | Mittel-Küstenpommersch/Zentralpommersch            |
| Neustettin (Szczecinek)                                                                              | Zentralpommersch                                   |
| Saatzig (Szadzko, Gmina Dobrzany)                                                                    | Südhinterpommersch                                 |
| Leba (Sprecher 1), Leba (Sprecher 2) (Łeba)                                                          | Nordostpommersch/Osthinterpommersch                |
| Berlin, Marathon County (Wisconsin)                                                                  | Wisconsin-Platt                                    |
| Arnswalde (Choszczno)                                                                                | Hinterneumärkisch (Ostmärkisch)/Südhinterpommersch |
| Quellen der Tonaufnahmen: Audio-Katalog von regionalsprache.de, Pommerscher Verein Central Wisconsin |                                                    |

Die Aufnahmen der beiden Sprecher aus Leba verdeutlichen sehr gut, dass sich Dialekte auch auf engstem Raum, sprich am selben Ort von Person zu Person unterscheiden können. Besonders auffällig ist, dass der erste Sprecher die erwartbaren Partizip II-Formen ohne Vorsilbe verwendet (storwe „gestorben“, weest „gewesen“, lehrt „gelernt“), während der zweite Sprecher bereits das niederpreußische Präfix je- voranstellt (jestorwe, jewest, jelehrt).

## Grammatik
In seinem ursprünglichen Verbreitungsgebiet wurde das Ostpommersche in mehreren Ortsgrammatiken dokumentiert (Mahnke 1931, für Schlawe; Kühl 1932, für Saatzig-Dramburg; Stritzel 1974, für Lauenburg; Laabs 1980, für Voigtshagen, Kr. Greifenberg), das in Brasilien gesprochene Pomerano von Postma (2019). Von diesen scheint nur Postma (2019) digital verfügbar zu sein, weshalb die untige Darstellung diesem weitgehend folgt. In diesem Zusammenhang ist zu beachten, dass sich die Orthographie des Pomerano von der üblicherweise sonst für das Ostpommerschen verwendeten deutlich unterscheidet. Lautlich (und in seiner Herkunft) entspricht das Pomerano ansonsten den zentralpommerschen Dialekten.

## Phonologie

### Vokale
Für das brasilianische Pomerano gibt Postma (2019, §2.2) folgende Vokale an:
|                                  | /ə/ | Kurzvokale                                                    | Langvokale                                                                                      | Diphthonge                                    |
| -------------------------------- | --- | ------------------------------------------------------------- | ----------------------------------------------------------------------------------------------- | --------------------------------------------- |
| hoch                             | [ɪ] e (i), in be-, ge- BP behulen (bihullan) „behalten“, EP beholle(n), behulle(n), biholle(n)              | /ɪ/ i nischt „nichts“                                         | /iˑ/ P:ij BP ijs „Eis“, EP Ies, Iis, Is                                                         |                                               |
| hoch                             | | /y/ ü BP sün „Sonne“, EP Sünn(e)                              | /yˑ/ üü hüüt „heute“                                                                            |                                               |
| hoch                             | | /u/ u BP dum „dumm“, EP dumm                                  | /uˑ/ uu Fruug „Frau“                                                                            | /ui̯/ P ui BP suika „suchen“, EP söken, säuken |
| mittel (gespannt) und Diphthonge | |                                                               | /ei̯/ P: ei,äi BP weit „Weizen“, EP Weit(en), Wete(n) BP häin „Hände“, EP Hänn                   | /ɑi̯/ P: ai BP laiga „lügen“, EP leige(n)      |
| mittel (gespannt) und Diphthonge | |                                                               | /ø:~ø:i̯/ P: öi BP köipa, köipe „kaufen“, EP ke(e)pe, kope, köpe(n)                              | /oi̯/ P: oi BP boiwerst „oberst“, EP böwerst   |
| mittel (gespannt) und Diphthonge | |                                                               | /ou̯/ P: ou BP roud „rot“, EP rood                                                               | /ɑu̯/ au Kau „Kuh“                             |
| mittel (ungespannt)              | /ə/ e P behulen „behalten“                                                                                  | /ɛ/ e,ä BP säg „sag!“, EP segg!, sech! BP fel „Fell“, EP Fell | /ɛ:/, /ɛˑ/ P: ee, ää BP feel „viel“, EP veel, vael BP määka, määke „Mädchen“, EP Mäke(n), Maeke |                                               |
| mittel (ungespannt)              | /œ/ ö P höl „hell“                                                                                          |                                                               |                                                                                                 |                                               |
| mittel (ungespannt)              | | /ɔ/ o Foss „Fuchs“                                            | /ɔˑ/ P: å, oo P dåg „Tage“                                                                      |                                               |
| tief                             | [ɑ] a vgl. BP forståa [fɑ...], forståe, (vårstahn) „verstehen“, EP verstahn, verstaan, verståhn, verstoahne | /ɑ/ a P dak „Dach“                                            | /a:/ a(a) P waara „werden“ warm „warm“                                                          |                                               |
|                                  | [ɐ] a P benutsa „benutzen“, EP bruka, bruke(n)                                                              |                                                               |                                                                                                 |                                               |

Anm:
- Das Vokabular des Pomerano und seine Sonderorthographie nach Tressmann (2006)[27] sind durch P bzw. BP (= brasilianisches Pommersch) deutlich gemacht. EP steht für das europäische Pommersche. Bei (möglicher) übereinstimmender Rechtschreibung entfällt die Markierung (z. B. nischt, hüüt)
- Im BP werden Substantive i. d. R. - wie im Portugiesischen - klein geschrieben (gilt auch fürs Nedersaksische), im EP dagegen groß (wie im Deutschen). Besteht der Unterschied der beiden Varianten allenfalls in Klein- oder Großschreibung (BP fruug ↔ EP Fruug, foss ↔ Foss) wird in der tabellarischen Darstellung die europäische Variante gewählt und auf die unterscheidende Markierung gleichfalls verzichtet.
- Die konventionelle deutsche Orthographie repräsentiert Vokalkürze durch Konsonantenverdopplung. Im Pomerano erfolgt das nicht. (Mitlautdopplung würde im BP allerdings die Aussprache nicht verändern, der Wegfall derselbigen im EP dagegen schon.)
- /a:/ nur vor r (P: warm „warm“, waara „werden“), vor -w (P gaaw „Gabe“, kraaw „Mandarine“) und in Lehnworten (P bitaad „Kartoffel“, certifikaat „Zertifikat“)
- Im Pomerano wird gemäß der Orthographie nach Tressmann (2006)[27] Überlänge nicht systematisch markiert, sondern lediglich relative Längenunterschiede durch Vokalverdopplung (Postma 2019, §2.2.5.2).

### Konsonanten
Für das brasilianische Pomerano gibt Postma (2019, §2.2) folgende Konsonanten an:
|             | stimmhaft | stimmlos |
| ----------- | --- | --- |
| Plosive     | /b/ BP breeka „brechen“, EP breka, breke(n), bräken BP bijta, bijte „beißen“, EP bieten, bita, bite(n)                                                           | /p/ P plant „Pflanze“ ~ [b]: P helpa „helfen“ |
|             | /d/ P dröig „trocken“ > [t]: P hand „Hand“ | /t/ Kant „Kante“ > [d]: BP kainda Pl. „Kanten“, EP Kanten |
|             | /g/ P grouda „großen“ > [ç]: P droig „trocken“ > [x]: P fruug „Frau“ > [ɣ]: P laiga „lügen“, fruuges „Frauen“ > [j]: P hai geit „er geht“ neben ik gå „ich gehe“ | /k/ P breeka „brechen“ Kant „Kante“ |
|             | | [ʔ] im Anlaut, in Komposita P z. T. als - geschrieben P wijd af [vi:tʔaf] „weit ab“ BP bakåwa [bakʔɔwɐ] „Backofen“, EP Backåwe/-åben P nij-jårsdag „Neujahrstag“ |
| Nasal       | /m/ P muir(a) „müde“, gaur „gut“ | |
|             | /n/ Kant „Kante“ | |
|             | /ŋ/ P lang „lang“ > [ɲ]: P ängel „Engel“ (Postma 2019, §2.3.3)                                                                                                   | |
| Frikativ    | /v/ P wai „Weh, Schmerz“ ~ [w]: P swak „schwach“, forkwetsche „zerquetschen“, twai „zwei“ > [f]: P korw „Korb“                                                   | /f/ BP fai „Vieh“, EP Veih P wafa „Waffe“ |
|             | /z/ P s: saia „sehen“, seip „Seife“, blåsa „blasen“ > [s]: blås „(ich) blase“                                                                                    | /s/ P s: suker „Zucker“, seegebuk „Ziegenbock“ P ss: wassa „wachsen“                                                                                             |
|             | /ʒ/ (nur Lehnworte) P gingebijr „Gingerbier“ | /ʃ/ P sch: schin „Kopfschuppen“ P s: staul „Stuhl“, srijwa „schreiben“                                                                                           |
|             | [ʝ] siehe /g/ | [ç] siehe /g/ |
|             | [ɣ] siehe /g/, /x/ | [x] P ch (phonologisch nicht von /g/ unterscheidbar, tritt nicht initial auf) > [ɣ]: P lacha „lachen“                                                            |
|             | [ɦ] /h/ P hai „er“ | /h/ (meist [ɦ]) |
| Liquida     | /r/ P muir(a) „müde“, gaur „gut“ > [ɚ]: BP tijr „Tier“, EP Deiert                                                                                                | |
|             | /l/ (auch [ʎ]) P lang „lang“ | |
| Approximant | [β] (kein Beispiel) | |

### Phonologische Prozesse
- postvokalisch
  - Reduktion von postvokalischem -n in unbetonten Silben. Das ist ein zentrales Charakteristikum aller ostpommerschen Dialekte. P aina „einen“, ain „eine“, ai „ein“. Da das resultierende /ə/ (P: [ɑ]) nicht der Apokopie von mnd. -e anheimgefallen ist, postuliert Postma (2019, §2.3.1.2) Gleichzeitigkeit von -n-Reduktion und Apokopie von mnd. -e.
    - Ein daneben teilweise erhaltener Infinitiv auf -en (P taum måken „zum Machen“) ist entweder als Analogie mit oder Entlehnung aus dem Hochdeutschen oder durch einen zugrundeliegenden Infinitiv auf -ene zurückzuführen. Postma (2019, §2.3.1.2) vergleicht Mittelniederländisch te makene „zu machen“. Für das südwestlich benachbarte Mittelmärkische, in dem Apokopie systematisch unterbleibt, ist eine solche Form ebenfalls belegt, vgl. mmk. tu duene „zu tun“, tu kochene „zu kochen“, dort als Rest einer flektierten infiniten Form gedeutet.[28] Ähnlich dann allerdings auch für P teigen „zehn“.

  - -r wird vokalisiert oder entfällt unter kompensatorischer Längung. Die Orthographie des Pomerano nach Tressmann (2006)[27] schreibt systematisch r (Postma 2019, §2.1).
  - Aufgrund der Vokalisierung von -r schreibt Tressmann (2006) -r für /-ə/ aus Reduktion eines auslautenden Nasals: swijr [ʃvi:(ə)] „Schwein“, pl. swijn (Postma 2019, §2.3.1.2)
- Auslaut
  - Im (mnd.) Auslaut gilt Auslautverhärtung, daher P lang [laŋk] „lang“, eng [eŋk] „eng“ (Postma 2019, §2.2.1), jedoch ik sing [ɪksɪŋ] „ich singe“ auf mnd. -e (Postma 2019, §2.2.3)
  - Auslautendes -g wird spirantisiert zu /x/ oder /ç/ (P fruug „Frau“, dröig „trocken“) (Postma 2019, §2.2.1)
- Velarisierung des Hiats
  - Die Velarisierung des Hiats (P buuga „bauen“, fruug „Frau“) ist urkundlich seit Anfang des 15.Jh belegt (Postma 2019, §2.3.2.4.2: Ortsname Freienwalde, 1418 Frigenwald).
- Apokopie von mnd. -e
  - Wegen Ausbleiben der Velarisierung in P nij-jårsdag „Neujahrstag“ gegenüber nijg „neu“ nimmt Postma (2019, §2.3.2.4.2) an, dass Velarisierung des Hiats durch Schwa-Apokopie ausgelöst wurde. Die Schwa-Apokopie muss daher Anfang des 15.Jh. bereits wirksam gewesen sein.
  - Nach Tressmann (2006) wird Auslautverhärtung nicht geschrieben, das Ausbleiben der Auslautverhärtung vor apokopiertem Vokal („Überlänge“) bleibt daher unmarkiert: ik sing [ɪksɪŋ] „ich singe“, aber lang [laŋk] „lang“ (Postma 2019, §2.2.3). Allerdings scheint das Pomerano die Auslautverhärtung teilweise auch auf diese Kontexte ausgedehnt zu haben: ik gaiw [ɪk jɑɪf] „ich gebe“ (Postma 2019, §2.3.9).
- Diphthongierung von mnd. ô (und ê) zu au (und ei, P ai)
  - Nach Postma (2019, §2.3.2.4.2) erfolgte die Velarisierung nach Langmonopthongen, wegen des Ausbleibens der Velarisierung in P kau „Kuh“, pl. köich (mit Monophthong /ø:~ø:i̯/) datiert er die Diphthongierung von mnd. ô zu au daher vor die Velarisierung (nicht nach 1418).
- Monophthongierung
  - Postma (2019, §2.4) identifiziert neue Monopthongierungsprozesse im Pomerano: au > aa (P blaum, blaam „Blume“) und ai > aa (P stai, staa „Stein“, bai, baa „Knochen“, saia, saa „sehen“, kai, kaa „kein“, ai, aa „ein“, knai, knaa „Knie“), evtl. nur in nasalen Kontexten

## Morphologie

### Deklination
Im Pomerano sind Akkusativ und Dativ der Personalpronomen weitgehend zusammengefallen, im europäischen Ostpommerschen war der Unterschied von Akkusativ und Dativ bei den Personalpronomen der 3. Person bewahrt (Postma 2019, §3.1.1). In der Flexion von Adjektiven und Artikeln werden Akkusativ und Dativ systematisch unterschieden (vgl. Postma 2019, §3.1.3).
Im Pomerano ist der Genitiv weitgehend aufgegeben und findet nur noch auf Familiennamen in weiblicher Form Anwendung (Postma 2019, §3.1.4):
- Grulke’s Laura „Tochter Laura in der Familie Grulke“
- Müntge’s Frida „Tochter Frida in der Familie Möntschow“
- Kalka Marij „Tochter Marie der Familie Kalk“
- Swantsa Marij „Tochter Marie der Familie Swants“
- Bruna Marij „Tochter Marie der Familie Brun“

### Pronomen
Im Pomerano gilt nach Postma (2019, §3.1.1-3.1.3, 3.1.6) folgendes Paradigma:
|          | 1        | 2       | 3.m         | 3.f      | 3.n      | refl | dem.m | dem.f | dem.n     |
| -------- | -------- | ------- | ----------- | -------- | -------- | ---- | ----- | ----- | --------- |
| nom.sg.  | ik       | duu (ø) | hai (-e/-a) | sai (-s) | dat (-t) |      | de    | de    | dat, dait |
| dat.sg.  | mij      | dij     | em          | eer      |          | sich | den   | dera  | den       |
| akk.sg.  | mij      | dij     | em          | eer      | dat (-t) | sich | dera  | de    | dat, dait |
| poss.sg. | mijn     | dijn    | sijn        | eer      | sijn     |      |       |       |           |
| nom.pl.  | wij (’m) | jij     | sai (-s)    | sai (-s) | sai (-s) |      | de    | de    | de        |
| dat.pl.  | ous      | juuch   | eer         | eer      | eer      | sich | dera  | dera  | dera      |
| akk.pl.  | ous      | juuch   | eer (-s)    | eer (-s) | eer (-s) | sich | de    | de    | de        |
| poss.pl. | ous      | juug    | eer         | eer      | eer      |      |       |       |           |

Anm:
- Neben den Vollformen stehen reduzierte (klitische) Pronomen (Pomerano, Postma 2019, §3.1.1):
  - Wen’s dröig sin, ... „Wenn sie trocken sind“ (Pomerano)
  - Dun säär’a blous: ... „Dann sagte er einfach: ...“ (Pomerano)
- Laut Postma (2019, §3.1.1) galt im historischen Ostpommerschen dat.sg.m. em, akk.sg.m. en, dat.sg.f. ehr, akk.sg.f. sai. Pomerano hat die Dativformen generalisiert.
- Das ursprüngliche Akkusativpronomen sei (pl) ist Pomerano bewahrt als klitisches -s (Postma 2019, §3.1.1):
  - un (wij) häwa’s ranerhängt ana kangal „und wir haben sie ans Joch gehängt“ (Pomerano)
  - vgl. historisch ... ik hefs mie dürchloppe (Necknin, Wenkeratlas) neben ik hew sei dorchlopen (Kolberg)
- Pomerano 2.sg.nom ø resultiert aus klitischem ’t nach Verb auf -st, lautlich nicht von einem Nullpronomen unterscheidbar:
  - Must ø wekmåls froiga so „mama, wat is dat?“ „Musst du manchmal fragen: ‚Mama, was ist das?‘“ (Pomerano)
- Pomerano 1.pl.nom -m resultiert aus der Assimilation von klitischem ’w mit der ursprünglichen verbalen Endung -en.
  - wi’m gåa (< *willen+’w gåhen) „laßt uns gehen“ (Pomerano)
- Als Höflichkeitsform verwendet das Pomerano die Pronomen der dritten Person (Postma 2019, §3.1.1):
  - Geit dat ales gaud met Em? „Ist alles gut mit Ihnen?“ (Pomerano)
  - Geit Hai uk mit? „Gehen Sie auch mit uns?“ (Pomerano)
- Ein verstärkendes Reflexivpronomen kann durch Anfügung von selwst gebildet werden (Postma 2019, §3.1.2):
  - Dau dat for dij selwst „Mach es für dich selbst“ (Pomerano)
- -t (-d) bildet nominalisierte Possessivpronomen: P mijnd „meins“, dijnd „deins“, sijnd „sein“, ousd „unseres“, juuchd „ihres“; vgl. aind „eines“, kaind „keines“, alest neben ales „alles“, albeid, beid „beide“, anerd „anderer“ (Postma 2019, §3.1.5):
  - Dai hät sijnd antrekt hat, as hai doud wäir „Der (= der andere) hat seins (= seine Sachen) angezogen, nachdem er gestorben war“
  - Dai håwk kaim an flaigend un greip sich aind. „Der Habicht kam angeflogen und griff sich eines (der Hühner)“
  - wij beid „wir beide“ (mit Dentalsuffix); vgl. dai baira jonges „die beiden Jungs“ (ohne Dentalsuffix)
  - Anerd mål måka wij dat „nächstes Mal machen wir das“
- Demonstrativpronomen sind teilweise formgleich mit dem bestimmten Artikel. Um Deixis explizit zu machen, kann das postnominale Adverb dår genutzt werden (Postma 2019, §3.1.6):
  - dat määke dår „dieses Mädchen“

In der Flexion findet Tilgung von auslautendem -n statt, die Pronomen P mijn „mein“, dijn „dein“, sijn „sein“ werden daher in nom.sg.mn. und akk.sg.n. als mij, dij, sij artikuliert (sog. subtraktive Morphologie). Nach Postma (2019, §3.1.3) gilt für die Possessivpronomen im Pomerano:
|     | m.sg „Bruder“  | f.sg „Kuh“ | n.sg „Schwein“  | pl „Pflanzen“ |
| --- | -------------- | ---------- | --------------- | ------------- |
| nom | mij braurer    | mijn kau   | mij fetswijr    | mijn planta   |
| dat | mijnem braurer | mijner kau | mijnem fetswijr | mijna planta  |
| akk | mijna braurer  | mijn kau   | mij fetswijr    | mijn planta   |

### Artikel
Nach Postma (2019, §3.1.6) gilt für das Pomerano:
|     | m        | f        | n   | pl       |
| --- | -------- | -------- | --- | -------- |
| nom | dai (de) | dai      | dat | dai      |
| dat | dem      | dera, de | dem | dera, de |
| akk | dera, de | dai      | dat | dai      |

### Derivation
- -sch bildet feminine Nomen und Adjektive (Pomerano; Postma 2019, §3.1.4)

## Bekannte Schriftschaffende
Zu den Schriftstellerinnen und Schriftstellern, die sich des ostpommerschen Platts bedienten, zählen:
- Elisabeth von Oertzen (1860–1944; lebte in den Kreisen Greifenberg u. Regenwalde)
- Otto Graunke (1861–1942; wuchs in Schivelbein auf)
- Albert Schwarz (1859–1921; stammte aus Wandhagen (Kreis Schlawe))
- Hermann Jahnke (1845–1908; geboren bzw. aufgewachsen in den Kreisen Greifenhagen u. Czarnikau)
- Klaus Granzow (1927–1986; geboren u. aufgewachsen im Kreis Stolp)
- Margarete Nerese (1869–1916; lebte in u. um Kolberg sowie im Kreis Schlochau)

## Wörterbücher
- Pommersches Wörterbuch. Begründet von Wolfgang Stammler, fortgesetzt von Hans-Friedrich Rosenfeld und Renate Herrmann Winter, hrsg. von Matthias Vollmer an der Ernst-Moritz-Arndt-Universität Greifswald. Berlin 1997ff. (erschienen sind bislang der komplette erste Band von A–K und die ersten acht Lieferungen des zweiten Bandes).
- Hinterpommersches Wörterbuch der Mundart von Groß Garde (Kreis Stolp) auf Grund der von Franz Jost (1887–1958) gesammelten Materialien bearbeitet und zu einem Wörterbuch gestaltet von Hans-Friedrich Rosenfeld, Köln/Weimar/Wien 1993. (= Veröffentlichungen der Historischen Kommission für Pommern, Reihe 4: Quellen zur Pommerschen Geschichte. Bd. 11)
- Kurt Laabs: Belbucker Wörterbuch. Der Wortschatz der ehemaligen Abtei Belbuck und einiger Randgebiete. Murnau (Selbstverlag) 1988.
- Robert Laude: Hinterpommersches Wörterbuch des Persantegebietes. Hrsg. von Dieter Stellmacher. Köln/Weimar/Wien 1995. (= Veröffentlichungen der Historischen Kommission für Pommern, Reihe 4: Quellen zur Pommerschen Geschichte. Bd. 12)
- Ismael Tressmann: Pomerisch-Portuguisisch Wöirbauck - Dicionário Enciclopédico Pomerano-Português. Secretaria de Educação, Santa Maria de Jetibá, 2006.